# Liên hoan truyền hình toàn quốc
Liên hoan truyền hình toàn quốc là hoạt động thường niên của Việt Nam, nơi những người trong ngành truyền hình trong nước gặp gỡ, chia sẻ kinh nghiệm, đồng thời điểm lại những tác phẩm của nhau trong suốt một năm và tôn vinh những thành tích của họ. Đây được xem là sự kiện truyền hình lớn nhất tại Việt Nam với khẩu hiệu "Vì sự phát triển của truyền hình Việt Nam".
Liên hoan do Đài Truyền hình Việt Nam, phối hợp với một đài truyền hình địa phương đăng cai tổ chức mỗi năm một lần, nhằm tạo cơ hội gặp gỡ cho những người làm truyền hình trên khắp đất nước, là dịp để chọn ra những tác phẩm truyền hình xuất sắc nhất trong năm và cùng chia sẻ những thách thức phải đối mặt trong quá trình phát triển của ngành công nghiệp truyền hình. Liên hoan bao gồm nhiều hoạt động: chấm thi và trình chiếu tác phẩm tham dự, tổ chức các cuộc hội thảo chuyên đề, triển lãm ảnh,... Được tổ chức lần đầu tiên vào năm 1980 và trải qua 41 lần tổ chức, liên hoan đã thu hút sự tham gia của hàng trăm đơn vị làm truyền hình, bao gồm các đài truyền hình tỉnh, thành phố, khu vực, các hãng phim truyền hình. Kể từ lần tổ chức thứ 41 (2023), Liên hoan truyền hình toàn quốc được tổ chức hai năm một lần.

## Lịch sử

### Hiện tại
Từ năm 2000 đến nay, liên hoan truyền hình toàn quốc đã không ngừng đổi mới, nâng cao về mặt tổ chức cũng như chất lượng các tác phẩm tham gia. Hàng năm, tại các hội nghị, các đài truyền hình khắp cả nước cùng nhau thảo luận về những kỹ thuật mới trong ngành truyền hình. Liên hoan truyền hình toàn quốc lần thứ 40 dự kiến tổ chức vào tháng 12 năm 2020 tại Ninh Bình nhưng hầu hết các hoạt động đã phải hủy bỏ do ảnh hưởng của đại dịch COVID-19. Chương trình giám khảo duy nhất được tổ chức với số lượng hạn chế tại trụ sở Đài Truyền hình Việt Nam tại Hà Nội.
Phiên bản hiện tại với các thành phố chủ nhà:
- Liên hoan truyền hình toàn quốc lần thứ 15 (1995): Hà Nội
- Liên hoan truyền hình toàn quốc lần thứ 16 (1996): Thành phố Hồ Chí Minh
- Liên hoan truyền hình toàn quốc lần thứ 17 (1997): Hà Nội
- Liên hoan truyền hình toàn quốc lần thứ 18 (1998): Huế
- Liên hoan truyền hình toàn quốc lần thứ 19 (1999): Vinh
- Liên hoan truyền hình toàn quốc lần thứ 20 (2000): Hà Nội
- Liên hoan truyền hình toàn quốc lần thứ 21 (2001): Nha Trang
- Liên hoan truyền hình toàn quốc lần thứ 22 (2002): Thành phố Hồ Chí Minh
- Liên hoan truyền hình toàn quốc lần thứ 23 (2003): Hà Nội
- Liên hoan truyền hình toàn quốc lần thứ 24 (2004): Hạ Long, Quảng Ninh
- Liên hoan truyền hình toàn quốc lần thứ 25 (2005): Nha Trang
- Liên hoan truyền hình toàn quốc lần thứ 26 (2006): Thành phố Hồ Chí Minh
- Liên hoan truyền hình toàn quốc lần thứ 27 (2007): Hải Phòng
- Liên hoan truyền hình toàn quốc lần thứ 28 (2008): Nha Trang
- Liên hoan truyền hình toàn quốc lần thứ 29 (2009): Hà Nội
- Liên hoan truyền hình toàn quốc lần thứ 30 (2010): Cần Thơ
- Liên hoan truyền hình toàn quốc lần thứ 31 (2011): Đà Nẵng
- Liên hoan truyền hình toàn quốc lần thứ 32 (2012): Vinh
- Liên hoan truyền hình toàn quốc lần thứ 33 (2013): Hạ Long, Quảng Ninh
- Liên hoan truyền hình toàn quốc lần thứ 34 (2014): Huế
- Liên hoan truyền hình toàn quốc lần thứ 35 (2015): Đồng Hới
- Liên hoan truyền hình toàn quốc lần thứ 36 (2016): Lào Cai
- Liên hoan truyền hình toàn quốc lần thứ 37 (2017): Sầm Sơn, Thanh Hóa
- Liên hoan truyền hình toàn quốc lần thứ 38 (2018): Đà Lạt
- Liên hoan truyền hình toàn quốc lần thứ 39 (2019): Nha Trang, Khánh Hòa
- Liên hoan truyền hình toàn quốc lần thứ 40 (2020): Ninh Bình / Hà Nội
- Liên hoan truyền hình toàn quốc lần thứ 41 (2023): Hải Phòng
- Liên hoan truyền hình toàn quốc lần thứ 42 (2025): Bình Định

## Giải thưởng
- Giải Vàng
- Giải Bạc
- Giải Khuyến khích
- Giải cá nhân:
  - Đạo diễn xuất sắc nhất
  - Diễn viên xuất sắc nhất
  - Quay phim xuất sắc nhất

## Tài trợ
- Vietcombank (2023)
- BIDV (2023)
- VietinBank (2023)
- Agribank (2023)
- MB (2023)
- Traphaco (2023)
- Mũi Tchad, Séc, Síp (2024)